# 天门乡 (方正县)
天门乡是中国黑龙江省哈尔滨市方正县下辖的一个乡，位于黑龙江省中南部。